# Pie-grièche bucéphale
Lanius bucephalus
Pour les articles homonymes, voir Bucéphale (homonymie).
Espèce
Statut de conservation UICN

 LC  : Préoccupation mineure
La Pie-grièche bucéphale (Lanius bucephalus) est une espèce de passereau de la famille des Laniidae.
Les individus adultes mesurent une vingtaine de centimètres.
Elle est résidante dans le centre de la Chine et au Japon ; elle niche sur le pourtour de la mer Jaune, en Manchourie, en Corée et à Hokkaido et migre l'hiver dans le sud-est de la Chine.
Le nid est construit dans les buissons ou les bambous. Les parents y couvent deux à six œufs pendant une quinzaine de jours.
La Pie-grièche bucéphale se nourrit généralement d'insectes comme les scarabées et les criquets mais parfois aussi de lézards et de crustacés. Avec d'autres espèces du genre Lanius, comme la pie-grièche grise, elle a l'habitude d'empaler certaines de ses proies sur des épines d'arbres pour en faciliter le dépeçage.

## Sous-espèces
Il en existe deux sous-espèces:
- Lanius bucephalus bucephalus : nord-est de la Chine, Corée et Japon
- Lanius bucephalus sicarius : vallée du Tao (Gansu)